# 116 Sirona
Sirona (asteroide 116) é um asteroide da cintura principal com um diâmetro de 71,7 quilómetros, a 2,38855207 UA. Possui uma excentricidade de 0,13755329 e um período orbital de 1 683,42 dias (4,61 anos).
Sirona tem uma velocidade orbital média de 17,897465 km/s e uma inclinação de 3,56902157º.
Este asteroide foi descoberto em 8 de Setembro de 1871 por Christian Peters.
Este asteroide recebeu este nome em homenagem a Sirone, uma comuna italiana.